# Gavà
Gavà település Spanyolországban, Barcelona tartományban. Lakosainak száma 48 007 fő (2024).

## Földrajza
Gavà Sant Climent de Llobregat, Viladecans, Castelldefels, Sitges és Begues községekkel határos.

## Testvértelepülések
- Olocau

## Népesség
A település lakosságának változását az alábbi diagram mutatja:
| Lakosok száma | 224  | 1729 | 6329 | 15 725 | 32 235 | 43 242 | 45 994 | 46 326 | 46 771 | 48 007 |
|               | 1717 | 1887 | 1936 | 1960   | 1986   | 2004   | 2009   | 2014   | 2019   | 2024   |